# Средња школа унутрашњих послова „Јаков Ненадовић”
Средња школа унутрашњних послова „Јаков Ненадовић” је државна средња школа у Сремској Каменици намењена образовању будућих полицијских службеника. Назив носи по српском војводи Јакову Ненадовићу.

## Историја
Школска зграда Средње школе унутрашњих послова у Сремској Каменици саграђена је 1848. као „Кадетска школа” за потребе школовања војних полицијских кадрова Аустријског царства. Својом површином, од око 7.000 квадратних метара и спратношћу, спада у групу највећих објеката саграђених у то време на територији Новог Сада. Око објекта је уређен парк, површине од око 16 хектара. Зграда је изграђена у стилу романтизма и сачувана у изворном облику, али аутор пројекта за сада није познат. Такву зграду аустријске власти су користиле током читавог 19. века. Одмах по изградњи, у њој је смештена Војна пионирска школа Аустроугарске.
Од 1869. до 1895. зграда је служила као фабрика свиле и као „Војарна за финанце”, а од 1895. ту се из Осијека усељава „Кадетско училиште”, које је радило све до краја Аустроугарске. После стварања Краљевине Југославије зграда постаје државна својина и у њој се све до 1941. налазила жандармеријска школа, у којој су се школовали официри, подофицири и жандарми. Током завршних ратних операција у Другом светском рату, ту је била стационирана партизанска болница, а затим и школа за подофицире КНОЈ-а.
Од 1946. до 1955. у овом здању су се школовали официри и подофицири Министарства унутрашњих послова ФНРЈ. Државни Секретаријат унутрашњих послова ФНРЈ 1955. одлучује да Официрска школа престане са радом, а да се уместо ње формира Школа за командире станица за потребе целе државе. Ова школа је укинута 1959, а уместо ње се формирала Школа за подофицире Народне милиције, која је постојала све до 1964. Од 1964. до 1967. зграду је, са комплетним инвентаром, преузео Републички секретаријат унутрашњих послова СР Србије и у њој формирао Стручну школу милиције за школовање приправника милиције.
Скупштина СР Србије, на свом заседању 12. јула 1967, донела је и усвојила Закон о Средњој школи унутрашњих послова „Пане Ђукић” у Сремској Каменици, и она је постала центар за школовање и обуку кадрова јавне безбедности. Септембра те године уписани су питомци прве класе. Програм је, од почетка, обухватао и општеобразовне и стручне предмете.